# Runderlass zur Neuordnung der Reichskriminalpolizei
Der Runderlass zur Neuordnung der Reichskriminalpolizei des Reichsministers des Innern vom 20. September 1936 (RMBliV. 1936, S. 1339) war eine Folge der Verreichlichung der Polizei im NS-Staat: Mit Erlass 17. Juni 1936 (RMBliV 1936, S. 487) wurde der Posten eines Chefs der Deutschen Polizei im Reichsministerium des Innern geschaffen und mit Reichsführer-SS Heinrich Himmler besetzt. In seiner Funktion als ChdDtPol.imRMdI bündelte Himmler die Polizeiagenden, die Kriminalpolizei und die geheime Staatspolizei wurden dem Hauptamt Sicherheitspolizei unterstellt. Mit der Etablierung eines Reichskriminalpolizeiamtes verlor die Kriminalpolizei in den Länder ihre organisatorische Selbstständigkeit, das Reichskriminalpolizeiamt unterstand direkt dem Chef der Sicherheitspolizei im Reichsministerium des Innern, Reinhard Heydrich.

## Gliederung des Runderlasses
Der Runderlass umfasste fünf mit römischen Zahlen gekennzeichnete Absätze und eine Anlage. In dieser Anlage wurde die Neuordnung der Reichskriminalpolizei in bestimmte Bezirke, genannt Kriminalpolizeistellen, aufgelistet.

### I. Absatz
(1) Das Preußische Landeskriminalpolizeiamt (in Reichskriminalpolizeiamt (RKPA) durch den Erlass vom 16. Juli 1937 (RMBliV. 1937, S. 1152) umbenannt) wurde organisatorisch und örtlich vom Berliner Polizeipräsidium abgetrennt. Allerdings blieben die wirtschaftlichen Bedingungen, z. B. der Organisation des Fuhrparks und die Fragen der Besoldung der Bediensteten, weiterhin mit der Berliner Polizeiverwaltung verbunden. Bis zur Klärung der zukünftigen Unterbringung blieben die Dienste an den bisherigen Orten.
(2) Der Reichsminister des Inneren beauftragte das RKPA mit der fachlichen Leitung der Kriminalpolizei aller Länder des Reiches.

### II. Absatz
Das RKPA erhielt die Aufgabenstellung, eine einheitliche Geschäftsführung der kommunalen und staatlichen Kriminalpolizei zu erstellen. Weiterhin sollte die Zusammenarbeit dieser Dienststellen sichergestellt werden. Nach den Richtlinien des Chefs der Sicherheitspolizei (Sipo) sollte die Weiterbildung der Kriminalbeamten organisiert und die Schlagkraft der Kriminalpolizei gefördert und erhöht werden. Das RKPA wurde befugt, im Rahmen der Überprüfung des Zustandes der Ausbildung und der Ausrüstung bei der kommunalen und staatlichen Kriminalpolizei wie bei den Gendarmen, soweit eine kriminalpolizeiliche Tätigkeit ausgeübt wurde, eine Einsichtnahme vorzunehmen bzw. sich vom Zustand zu überzeugen.

### III. Absatz
(1) Das RKPA hatte die Aufgabe, die aus der kriminalpolizeilichen Tätigkeit gewonnenen Erkenntnisse auszuwerten. Deshalb wurden dem RKPA folgende Reichszentralen angegliedert (der Punkt Buchstabe j wurde in dieser Veröffentlichung nicht aufgenommen):
- a) die Reichserkennungsdienstzentrale mit
  - aa) der Reichsnachrichtenzentrale
  - bb) der Reichshandschriftensammlung
  - cc) der Reichszentrale für das Erfassungswesen
- b) Reichszentrale zur Bekämpfung von Geldfälschungen
- c) Reichszentrale zur Bekämpfung von Rauschgiftvergehen
- d) Reichszentrale für Vermisste und unbekannte Tote
- e) Reichszentrale zur Bekämpfung unzüchtiger Bilder, Schriften und Inserate
- f) Reichszentrale zur Bekämpfung des internationalen Mädchenhandels
- g) Reichszentrale zur Bekämpfung internationaler Taschendiebe
- h) Reichszentrale zur Bekämpfung des Glücks- und Falschspiels
- i) Reichszentrale zur Bekämpfung des Zigeunerunwesens
- k) Reichszentrale zur Bekämpfung von Kapitalverbrechen (Mord, Brand, Katastrophen)
- l) Reichszentrale zur Bekämpfung reisender und gewerbsmäßiger Betrüger und Fälscher
- m) Reichszentrale zur Bekämpfung reisender und gewerbsmäßiger Einbrecher

(2) Die im RKPA vorhandenen Zentralen wurden zukünftig als Reichszentralen bezeichnet.
(3) Die beim Landeskriminalamt Dresden vorhandene Zentrale für Vermisste und unbekannte Tote wurde aufgelöst. Diese Dienststelle übergab der Reichszentrale für Vermisste und unbekannte Tote in Berlin ihre erfassten Nachrichten.
(4) Für die Zigeunerpolizeistelle bei der Polizeidirektion in München bezüglich der Angliederung an das RKPA wurde ein Sondererlass angekündigt (dieser Sondererlass stammte vom 16. Mai 1938 (RMBliV 1938, S. 883, Mitteilungsblatt A S. 72) und kam vom Reichsführer SS und Chef der Deutschen Polizei).
(5) Folgende Zentralen wurden im RKPA neu gebildet:
- Reichszentrale zur Bekämpfung reisender und gewerbsmäßiger Betrüger und Fälscher
- Reichszentrale zur Bekämpfung reisender und gewerbsmäßiger Einbrecher
- Reichszentrale zur Bekämpfung von Kapitalverbrechen

(6) In einem besonderen Erlass sollte der Aufbau dieser neuen Zentralen geregelt werden.
(7) Die Reichszentralen sollten ihre bisherige Arbeitsweise fortführen. Alle Meldungen an die Reichszentralen sollten vorläufig nach den bisherigen Vorschriften und Mustern erfolgen. Bestanden für neu aufgebaute Reichszentralen noch keine Vorschriften für die an sie gerichteten Meldungen, so hatte das RKPA die erforderlichen Maßnahmen zu ergreifen.
(8) Das RKPA sollte in engster Fühlungnahme mit der kriminalpolizeilichen Praxis stehen. Im Zusammenhang mit der Tätigkeit der Reichszentralen sollte das RKPA bei der Bekämpfung des internationalen und gewerbsmäßigen Verbrechertums sowie der Gewohnheits- und Triebverbrecher Vollzugsdienste vornehmen. Dabei waren die Kriminalbeamten des RKPA im Rahmen ihrer Zuständigkeit im Gebiet des Reiches befugt, polizeiliche Handlungen vorzunehmen.
(9) Der gesamte Auslandsschriftwechsel sollte mit Ausnahme des kleinen Grenzverkehrs über das RKPA geleitet werden. Nur in sogenannten Eilfällen war es nachgeordneten Stellen erlaubt, direkt mit den Ausland einen unmittelbaren Schriftwechsel zu führen. Allerdings musste jeweils eine Durchschrift gleichzeitig an das RKPA eingesandt werden.

### IV. Absatz
Die Kriminalbehörden, die in der Anlage dieses Runderlasses aufgelistet wurden, führten in allen deutschen Ländern die Bezeichnungen Kriminalpolizeileitstelle oder Kriminalpolizeistelle.
a) (1) die in der Anlage gelisteten Leitstellen ersetzten die vorhandenen Landeskriminal-(Polizei-)Ämter oder -Stellen. In ihrer organisatorischen Angliederung trat keine Veränderung ein. Die fachliche Aufsicht über die Kriminalpolizeistellen und kommunale Kriminalpolizei wurde weitergeführt. Die Abgrenzung ihrer Dienstbereiche wurde in der Anlage zu diesem Rundererlass geregelt.
(2) Die Bezeichnung der Dienststelle lautete: Staatliche Kriminalpolizei – Kriminalpolizeileitstelle ...-
(3) Die Kriminalpolizeileitstellen hatten die Aufgabe, die Verbindungen des RKPA zu den Kriminalpolizeistellen und dieser miteinander sicherzustellen. Weiterhin sollten sie bei kriminalpolizeilicher Tätigkeit dieser nachgeordneten Dienststellen diese überwachen und die Ausrüstung und Ausbildung der dort tätigen Beamten überprüfen. Lagen Straftaten vor, die sich über mehrere Bezirke der Kriminalpolizeistellen erstreckten, so hatte die zuständige Leitstelle die Aufgabe, beratend, anweisend und helfend sich an der Bekämpfung zu beteiligen. Lagen besonders wichtige Straffälle vor, so sollte die Leitstelle die Bekämpfung zentral leiten. Die vorhandenen Karteien und Sammlungen, die nach den bisherigen Bestimmungen erstellt wurden und die Straftaten und Straftäter des bisherigen Gebietes betrafen, wurden von der Leitstelle geführt. Einzelheiten dazu bestimmte das RKPA. Die Leitstellen hatten die Meldungen an das RKPA auszuwerten und die Resultate der Auswertung umgehend an das RKPA weiterzuleiten.
(4) In einem Bezirk galt eine Kriminalpolizeileitstelle gleichzeitig auch als Kriminalpolizeistelle.
b) (1) Die Kriminalpolizeistellen blieben auch weiterhin bei den bestehenden Polizeiverwaltungen angegliedert. Die amtliche Bezeichnung lautete: Staatliche Kriminalpolizei – Kriminalpolizeistelle ...
b) (2) In den zugehörigen Ortsbezirken hatten die Kriminalpolizeileitstellen die kriminalpolizeilichen Belange wahrzunehmen. Ebenso hatten sie dort ihre kriminalpolizeilichen Tätigkeiten auszuführen. Die vorgeschriebenen Meldungen an das RKPA und den zugeordneten Reichzentralen waren durch die Kriminalpolizeileitstellen abzugeben.
b) (3) Bei Straftaten, die einen großen Umfang hatten, die Öffentlichkeit stark erregten oder schwer zu verfolgen waren, sollten die Kriminalpolizeistellen bei den Kriminalpolizeileitstellen eine Unterstützung und Beratung einholen. Dabei hatten gegebenenfalls die Kriminalpolizeileitstellen diesbezügliche Anträge an das RKPA weiter zu leiten.
(c) (1) Für die kriminalpolizeilichen Tätigkeiten sollten für die Gemeindepolizei und die Gendarmen keine Veränderungen in diesen Zusammenhängen bei den Verfahren eintreten.
(c) (2) Die in den preußischen Verwaltungen der Gemeindepolizei vorgesehenen Kriminalbeamten blieben besoldungsmäßig (im Runderlass wird der Begriff haushaltsmäßig verwendet. Vorher war aber schon im Runderlass sich in diesem Zusammenhang auf die Besoldung bezogen worden) unter Wegfall der Ziffer 33 des Runderlasses vom 2. Oktober 1930 – II 2330 I/III/29 (MBliV. 1930, S. 877) dem Polizeiverwalter unmittelbar unterstellt.

### V. Absatz
Für diesen Runderlass wurde das Datum des Inkrafttretens mit dem 1. Oktober 1936 angekündigt.

## Weitere Erlässe
Mit Erlass vom 10. Oktober 1936 wurde zusätzlich die Reichszentrale zur Bekämpfung der Homosexualität und der Abtreibung gegründet.

## Nachtragserlass zum Runderlass
Mit dem Datum vom 12. Januar 1937 wurde zusätzlich zu diesem Runderlass ein Nachtragserlass (RMBliV. 1937, S. 98) herausgegeben, der die Bezeichnung der staatlichen Kriminalabteilungen bestimmte, die keine Kriminalpolizeistellen oder Kriminalpolizeileitstellen waren. Im Absatz II dieses Nachtragserlasses erfolgte folgende Festlegung:
Gab es bei den staatlichen Polizeiverwaltungen Abteilungen der Kriminalpolizei, die nicht Kriminalpolizeistellen oder Kriminalpolizeileitstellen waren, so lautete die Bezeichnung: Staatliche Kriminalpolizei – Der Polizeipräsident (Polizeidirektor) in ... – Kriminalabteilung